# Ismene sublimis
Ismene sublimis är en amaryllisväxtart som först beskrevs av Herb., och fick sitt nu gällande namn av Roy Emile Gereau och Alan W. Meerow. Ismene sublimis ingår i släktet Ismene och familjen amaryllisväxter. Inga underarter finns listade i Catalogue of Life.